# 1992 EX9
1992 EX9 är en asteroid i huvudbältet som upptäcktes den 2 mars 1992 av UESAC vid La Silla-observatoriet.
Den tillhör asteroidgruppen Astraea.